# Сарата (приток Белого Черемоша)
Сарата — река в Северной Буковине, в жудеце Сучава Румынии и в южной части Вижницкого района Черновицкой области Украины.
Длина Сараты — около 15 км. Долина V-образная, в верховьях — ущелиноподобна. Русло порожистое. Часто бывают паводки, иногда разрушительные.
Главные истоки Сараты расположены на южных склонах хребта Томнатикул (Яловичёрские горы), и юго-западнее перевала Семенчук. Течёт сначала на юг, потом круто поворачивает на запад, а в пределах села Сараты — на северо-запад. Далее течёт между хребтами Чёрный Дол (на юго-западе) и Яровец (на северо-востоке). В устье сливается с рекой Перкалаба, давая начало Белому Черемошу (бассейн Дуная). Сарата является правым истоком Белого Черемоша, Перкалаб — левым. Часть притоков Сараты берут своё начало на территории Румынии.
Происхождение названия объясняют от фракийского сар, сара, то есть «поток, река, ручей, источник».